# Stephen Shore

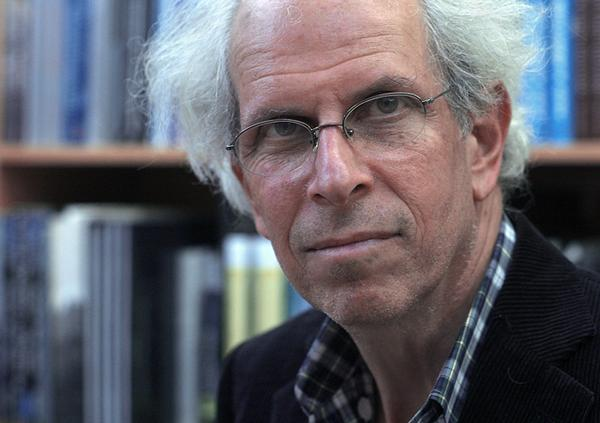
Stephen Shore em 2009.

Stephen Shore (Nova Iorque, 1947) é um fotógrafo americano que ficou famoso por suas imagens de objetos, cenas cotidianas ou banais, e pelo pioneirismo no uso de cor na fotografia artística.

## Vida e obra
Stephen Shore começou a fotografar ainda criança, ao ser presenteado pelo tio com uma câmera escura aos seis anos. Começou a usar uma 35mm aos nove anos e a fazer suas primeiras fotografias. Aos dez anos, recebeu uma cópia do livro de Walker Evans (American Photographs), que lhe causou grande impressão.
Stephen conheceu Andy Warhol aos dezessete anos e passou a frequentar a Silver Factory e a fotografar Warhol e as pessoas que o frequentavam.
Em 1972 fez uma "road trip" de Manhattan a Amarillo, na qual fotografou postos de gasolina, esquinas e a vida americana, com as nuances da luz fotografadas em cores. Inicialmente usando uma 35mm, Stephen passou a fotografar com uma câmera de formatos maiores, primeiro 4x5" e finalmente 8x10", para a qual usava usar um tripé. 
Aos 24 anos foi o primeiro fotógrafo a ter uma exposição solo no Metropolitan Museum of Art, Nova Iorque.